# مسرشمیت ام۲۶
ب‌اف‌و ام. ۲۶ (به انگلیسی: BFW M.26) یک هواگرد ساختِ کارخانهٔ مسرشمیت) در کشور آلمان است. این هواگرد برای نخستین بار در ۱۹۳۰ میلادی مورد استفاده قرار گرفت.